# Lesley Moore
Pour les articles homonymes, voir Moore.
Lesley Moore, née le 29 janvier 1950 à Manchester, est une joueuse professionnelle de squash représentant l'Angleterre. Elle est championne du monde par équipes en 1979.

## Biographie
Elle fait partie de l'équipe d'Angleterre vainqueur du premier championnat du monde par équipes en 1979 et de l'équipe championne d'Europe en 1979 avec Averil Murphy et Teresa Lawes et en 1980. Elle atteint les quarts de finale du British Open 1980 s'inclinant face à Margaret Zachariah.

## Palmarès

### Titres
- Championnats du monde par équipes : 1979
- Championnats d'Europe par équipes : 2 titres (1979, 1980)